# Remy Amkreutz
Remy Amkreutz (ca. 1989) is een Nederlands journalist en redacteur.

## Levensloop
Amkreutz groeide op in Kerkrade en studeerde westerse literatuur aan de KU Leuven.
In de herfst van 2010 mocht hij aan een stage beginnen bij De Morgen. Nadien kreeg hij er een contract en was hij er actief als onder meer 'chef nieuws', 'chef onderzoek' en 'chef planning'.
In 2018 verscheen van zijn hand Onder rectoren: Achter de schermen van onze universiteiten, waarin hij de machtsstrijd achter de schermen van de vijf Vlaamse universiteiten onderzocht.
In 2020 ontving hij (samen met Barbara Debusschere, Sam Feys en Jan Straetmans) de Belfius Persprijs in de categorie 'digitaal & interactief' voor de in 2019 in de De Morgen verschenen klimaatreeks Komt het weer goed?
Eind maart 2022 volgde hij Bart Eeckhout op als hoofdredacteur van De Morgen.